# Seanan McGuire
Seanan McGuire  (Martinez, 5 januari 1978) is een Amerikaanse schrijfster van sciencefiction- en fantasyboeken. Ze won onder meer de Campbell Award for Best New Writer, drie Hugo Awards, twee Locus Awards en een Nebula Award voor haar boeken en verhalen. Kenmerkend aan haar werk is de combinatie van moderne hedendaagse omgevingen en fantasy-elementen (urban fantasy). McGuire schrijft daarnaast sciencefiction/horror onder het pseudoniem Mira Grant en de kinder-fantasyserie Up-and-Under onder het pseudoniem A. Deborah Baker.

## Biografisch
McGuire studeerde aan de University of California, Berkeley. Ze begon met het schrijven van poëzie en publiceerde in 2008 haar eerste korte verhaal, Let's Pretend. Haar eerste boek verscheen een jaar later, met als titel Rosemary and Rue. Hierin introduceert ze een feeërieke parallelle, maar verborgen wereld die bestaat naast de reguliere, evenals het personage October 'Toby' Daye, die ouders uit beide werelden heeft. Dit bleek het begin van de October Daye-serie, waarin Daye binnen die realiteit mysteries en misdaden onderzoekt. Deze reeks bestaat behalve uit boeken ook uit tientallen korte verhalen.
McGuire hanteert diezelfde combinatie van zowel boeken als korte verhalen in vrijwel al haar series, zowel die onder haar eigen naam als die onder pseudoniem. Haar onderwerpen variëren. Zo gaat de Newsflesh-serie over een wereld na een zombie-apocalyps, de InCryptid-serie over een familie van cryptozoölogen die 'cryptiden' beschermen tegen een organisatie die ze uit wil roeien en de Velveteen-serie over een wereld waarin superhelden te maken krijgen met bureaucratie en commercie.
McGuire publiceerde in 2016 het eerste deel van haar Wayward Children-serie, getiteld Every Heart a Doorway. Dit gaat over een kostschool voor kinderen die zijn teruggekeerd nadat ze een tijd in allerlei andere werelden zijn geweest. McGuire won hiervoor zowel een Hugo Award, een Nebula Award als een Locus Award en kreeg zeven jaar later ook een Hugo Award toegekend voor de hele serie.
McGuire was ook als schrijfster betrokken bij een aantal comics, met name over de Gwen Stacy die in een alternatieve versie van het Marvel-universum (Earth-65) Spider-Woman is. Ze schreef daarnaast (delen van) verschillende X-Men-verhalen en comics gebaseerd op personages uit het kaartspel Magic: The Gathering.

### October Daye-serie
- 2009 - Rosemary and Rue
- 2010 - A Local Habitation
- 2010 - An Artificial Night
- 2011 - Late Eclipses
- 2011 - One Salt Sea
- 2012 - Ashes of Honor
- 2013 - Chimes at Midnight
- 2014 - The Winter Long
- 2015 - A Red Rose Chain
- 2016 - Once Broken Faith
- 2017 - The Brightest Fell
- 2018 - Night and Silence
- 2019 - The Unkindest Tide
- 2020 - A Killing Frost
- 2021 - When Sorrows Come
- 2022 - Be the Serpent
- 2023 - Sleep No More
- 2023 - The Innocent Sleep

### Newsflesh-serie[2]
- 2010 - Feed
- 2011 - Deadline
- 2012 - Blackout
- 2016 - Feedback
- 2016 - Rise: A Newsflesh Collection (verhalenbundel)
- 2000 - The Rising (verzameling van Feed, Deadline en Blackout)

### InCryptid-serie
- 2012 - Discount Armageddon
- 2013 - Midnight Blue-Light Special
- 2014 - Half-Off Ragnarok
- 2015 - Pocket Apocalypse
- 2016 - Chaos Choreography
- 2017 - Magic for Nothing
- 2018 - Tricks for Free
- 2019 - That Ain't Witchcraft
- 2020 - Imaginary Numbers
- 2021 - Calculated Risks
- 2022 - Spelunking Through Hell
- 2023 - Backpacking through Bedlam

### Velveteen-serie
- 2012 - Velveteen vs. the Junior Super Patriots (verhalenbundel)
- 2013 - Velveteen vs. the Multiverse. (verhalenbundel)
- 2016 - Velveteen vs. the Season (verhalenbundel)

### Parasitology-serie[2]
- 2013 - Parasite
- 2014 - Symbiont
- 2015 - Chimera

### Indexing-serie
- 2014 - Indexing
- 2015 - Indexing: Reflections

### Ghost Roads-serie
- 2014 - Sparrow Hill Road
- 2018 - Girl in the Green Silk Gown
- 2021 - Angel of the Overpass

### Rolling in the Deep-serie[2]
- 2015 - Rolling in the Deep
- 2017 - Into the Drowning Deep

### Wayward Children-serie[3]
- 2016 - Every Heart a Doorway (Hugo Award, Nebula Award, Locus Award)
- 2017 - Down Among the Sticks and Bones
- 2018 - Beneath the Sugar Sky
- 2019 - In an Absent Dream
- 2020 - Come Tumbling Down
- 2021 - Across the Green Grass Fields
- 2022 - Where the Drowned Girls Go (Hugo Award)
- 2023 - Lost in the Moment and Found

### Alchemical Journeys-serie
- 2019 - Middlegame (Locus Award)
- 2022 - Seasonal Fears

### Rolling in the Deep-serie[4]
- 2020 - Over the Woodward Wall
- 2021 - Along the Saltwise Sea
- 2022 - Into the Windwracked Wilds
- 2023 - Under the Smokestrewn Sky

### Overige boeken
- 2012 - When Will You Rise: Stories to End the World (verhalenbundel)[2]
- 2014 - Letters to the Pumpkin King (verhalenbundel)
- 2017 - Indigo (samen met negen andere auteurs)
- 2017 - Deadlands: Boneyard
- 2017 - Dusk or Dark or Dawn or Day (novelle)
- 2017 - Final Girls (novelle)[2]
- 2018 - Kingdom of Needle and Bone (novelle)[2]
- 2019 - In the Shadow of Spindrift (novelle)[2]
- 2019 - Alien: Echo
- 2019 - Laughter at the Academy (verhalenbundel)
- 2020 - Dying With Her Cheer Pants On: Stories of the Fighting Pumpkins. (verzameling alle Fighting Pumpkins-verhalen tot 2020)
- 2021 - Square³ (novelle)[2]
- 2022 - Unbreakable (novelle)[2]
- 2022 - Apocalypse Scenarios: These are the Ways the World Ends (verhalenbundel)[2]
- 2023 - Overwatch: Declassified.

### Comics (trade paperbacks)
- 2019 - Spider-Gwen: Ghost-Spider Vol. 1: Spider-Geddon
- 2019 - Spider-Gwen: Ghost-Spider Vol. 2: Impossible Year
- 2020 - Ghost-Spider Vol. 1: Dog Days Are Over
- 2020 - Ghost-Spider Vol. 2: Party People
- 2021 - King In Black: Gwenom Vs. Carnage